# Похотливая птичка
Похотливая птичка (англ. The Dirdy Birdy) — американский короткометражный мультфильм, снятый в 1994 году режиссёром Джоном Дилвортом на студии Stretch Films.
Премьера состоялась в октябре 1994 года на фестивале «Spike and Mike’s Festival of Animation» в Санта-Крузе. В России мультфильм был показан в июне 1995 года на кинофестивале «Послание к человеку» в Санкт-Петербурге.

## Сюжет
Птичка влюбляется в кошку. В  начале фильма она пытается завоевать расположение красавицы и в процессе получает отказ. Хищница придумывает как избавится от нее, но все равно она показывает ей зад, а она ударяет ее ботинком и швыряет вниз. Далее птица, показывая цветок в заднице, кошка использует огонь и в результате чего, птица сгорает. Затем хищница собирает копоть в конверт и с вистом свистка призывает белку-почтальона и та кладет конверт в сумку и убегает. Она снова возвращается обратно и оставляет кошке подарок. Она открывает и снова обнаруживает птицу. Она достает из дупла шприц, надувает зад птицы и прокаливает ее с помощью иглы. Но птица с слюней пытается приучить ее, но кошка  надевает специальный костюм и сажает птицу в бочку с химикатом и та исчезает. Затем птица пытается снова показать ей зад, однако обнаруживает, что кошка картонная и она  с грустью обнимает. В итоге кошка возвращается на дерево с продуктами. Птица радуется при встрече ее, но кошка избивает ее, подставляя огромный щит и уходит в дупло. Птице становится очень грустно, заставляя ее плакать. Однако кошка обнаруживает, что к птице пришла смерть и, избивая сковородой, швыряет ее туфлей. Она спрашивает, почему птица пристает к ней? Но та достает изо рта сердце, пытаясь ее признаться в любви, но кошка берет ее и кидает в сторону ракеткой. В итоге они смеются и изображают из себя монстрами. В конце кошка швыряет птицу с помощью инструмента гольфа. На этом фильм заканчивается.

## Съёмочная группа
| режиссёр, художник-мультипликатор, сценарист, продюсер | Джон Дилворт                                             |
| мультипликаторы                                        | Джеймс Петропулос Марти Полански Мишель Микер Эд Миронюк |
| художник по фону                                       | Маргарет Фрей                                            |
| художники                                              | Пэт Робертс Донна Брукс                                  |
| менеджер по производству                               | Джанет Сканьелли                                         |
| саунд-дизайнеры, звукорежиссёры                        | Тим Боркес Майкл Гейслер                                 |

## Награды
- декабрь 1994 — Международный фестиваль документальных и короткометражных фильмов в Бильбао (Zinebi), Испания — второй приз[2].
- январь 1995 — Фестиваль анимации ASIFA-East, Нью-Йорк, США — второй приз.
- март 1995 — Международный кинофестиваль в Тампере, Финляндия — почётная грамота.
- март 1995 — Кинофестиваль ASIFA в Сан-Франциско, США — первый приз.
- июнь 1995 — Кинофестиваль на Лонг-Айленде (Long Island Film & Video Festival), США — почётная грамота и приз публики.
- октябрь 1995 — Кинофестиваль в Сиджесе, Испания — приз за лучший мультфильм.
- октябрь 1995 — Кинофестиваль в Новом Орлеане, США — премия «Люмьер».
- 1995 — Международный фестиваль короткометражных фильмов в Палм-Спрингс, США — приз публики.
- февраль 1996 — Фестиваль фантастического кино Малагского университета, Малага, Испания — приз за лучший международный короткометражный фильм.
- май 1996 — Международный кинофестиваль в Рочестере, США — главный приз.
- июнь 1996 — Всемирный фестиваль анимационных фильмов в Загребе, Хорватия — приз публики.
- октябрь 1997 — Фестиваль комедийных фильмов в Нью-Йорке, США — приз за лучший мультфильм.